# Waldo (Kansas)
Waldo és una població dels Estats Units a l'estat de Kansas. Segons el cens del 2000 tenia 48 habitants.

## Demografia
Segons el cens del 2000, Waldo tenia 48 habitants, 27 habitatges, i 15 famílies. La densitat de població era de 48,8 habitants/km².
Dels 27 habitatges en un 14,8% hi vivien nens de menys de 18 anys, en un 48,1% hi vivien parelles casades, en un 3,7% dones solteres, i en un 44,4% no eren unitats familiars. En el 44,4% dels habitatges hi vivien persones soles el 18,5% de les quals corresponia a persones de 65 anys o més que vivien soles. El nombre mitjà de persones vivint en cada habitatge era d'1,78 i el nombre mitjà de persones que vivien en cada família era de 2,4.
Per edats la població es repartia de la següent manera: un 12,5% tenia menys de 18 anys, un 12,5% entre 18 i 24, un 8,3% entre 25 i 44, un 29,2% de 45 a 60 i un 37,5% 65 anys o més.
L'edat mediana era de 62 anys. Per cada 100 dones de 18 o més anys hi havia 121,1 homes.
La renda mediana per habitatge era de 26.250 $ i la renda mediana per família de 27.500 $. Els homes tenien una renda mediana de 16.250 $ mentre que les dones 0 $. La renda per capita de la població era de 12.766 $. Entorn del 12,5% de les famílies i l'11,4% de la població estaven per davall del llindar de pobresa.

## Poblacions més properes
El següent diagrama mostra les poblacions més properes.